# Казки райського саду
«Казки райського саду» — анімаційний фільм 1975 року Творчого об'єднання художньої мультиплікації студії Київнаукфільм, режисер — Борис Храневич.

## Над мультфільмом працювали
- Режисер: Борис Храневич
- Автор сценарію: Володимир Капустян
- Композитор: Володимир Губа
- Художник-постановник: Микола Чурилов
- Оператор: Анатолій Гаврилов
- Звукорежисер: Ірина Чефранова